# British Columbia Highway 39
Der British Columbia Highway 39 befindet sich am westlichen Rand der Rocky Mountains in British Columbia. Er stellt die Anbindung von Mackenzie an den Highway 97 sicher und hat eine Länge von 36 km.

## Streckenverlauf

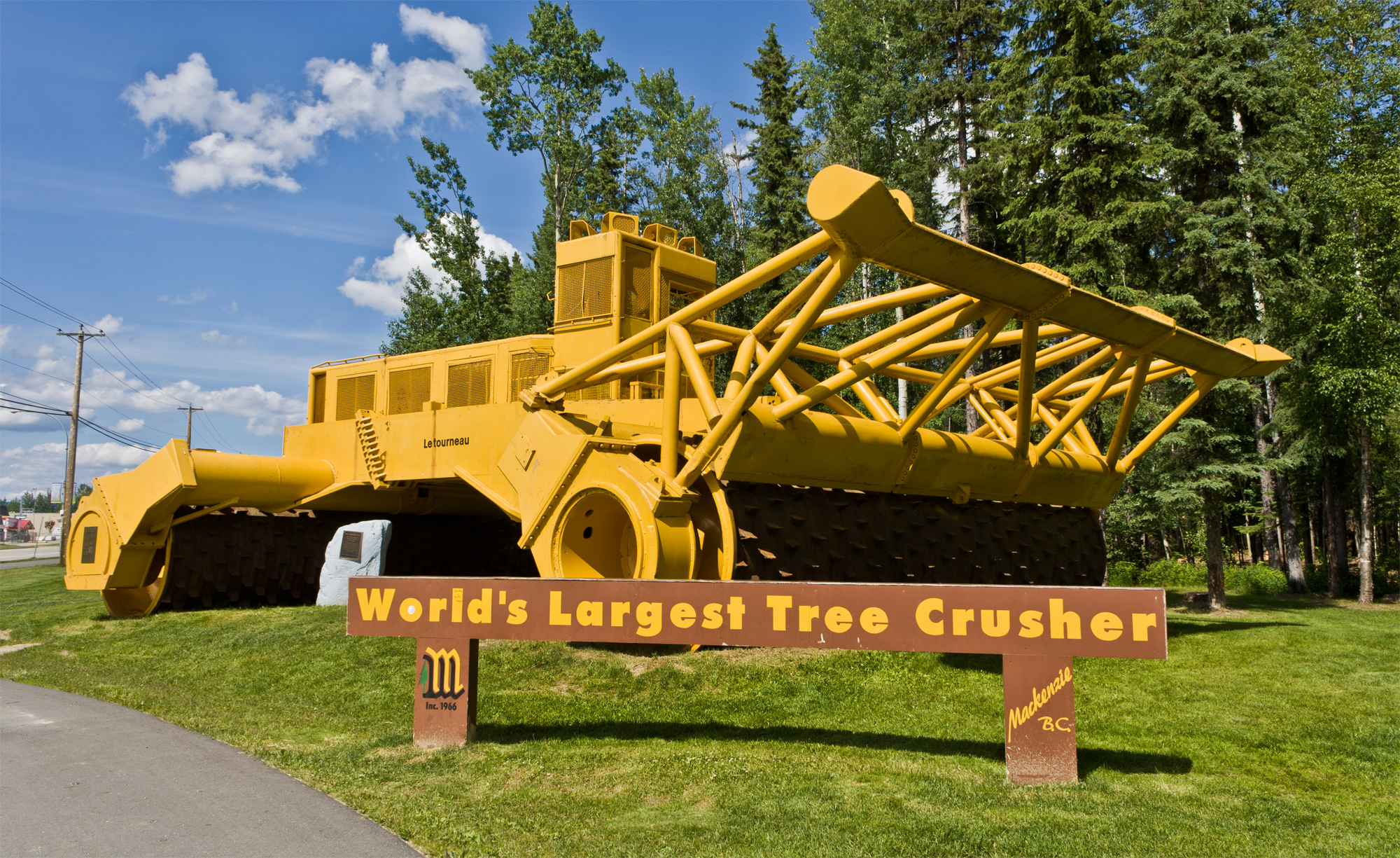
Der größte Baumhäcksler der Welt

Am Parsnip River zweigt Highway 39 nach Norden vom Highway 97 ab. Der Highway verläuft dabei in der Ebene zwischen dem Fluss und dem ihm folgenden See, dem Williston Lake, und den Rocky Mountains. Nach 28 km ist eine Ausfahrt zu einer Sehenswürdigkeit: Der weltgrößte Baumhäcksler. 36 km nach Beginn des Highways endet dieser dann in Mackenzie.